# 圣巴西德圣殿
圣巴西德圣殿（拉丁語：Basilica Sanctae Praxedis）是罗马的一座天主教乙级宗座圣殿，靠近圣母大殿。长45米，宽30米。兴建于780-822年。
該堂也是一間司鐸級樞機領銜教堂，曾经領該堂司鐸銜的樞機中成為教宗者有洪诺留二世、卢修斯三世、儒略三世。

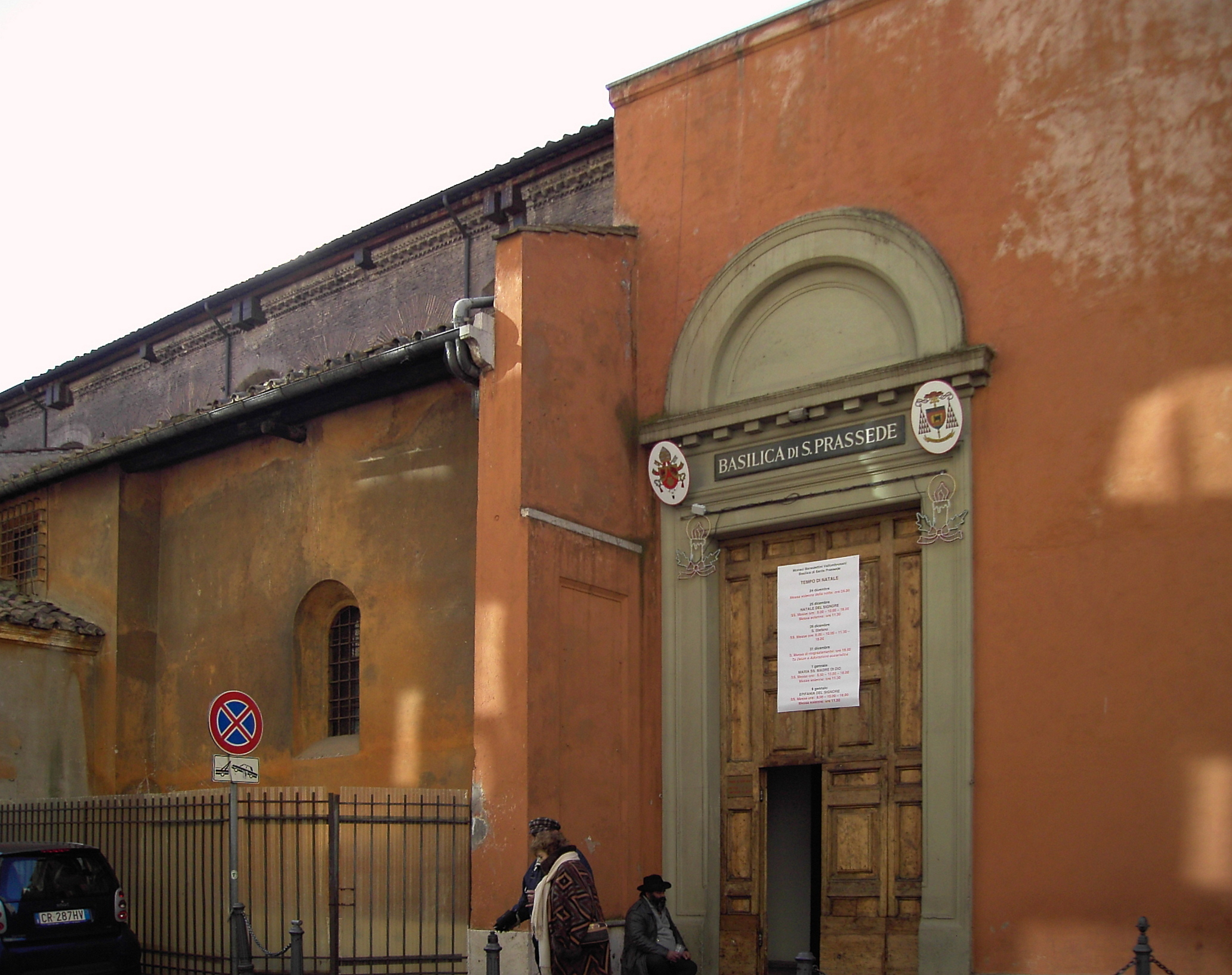
入口
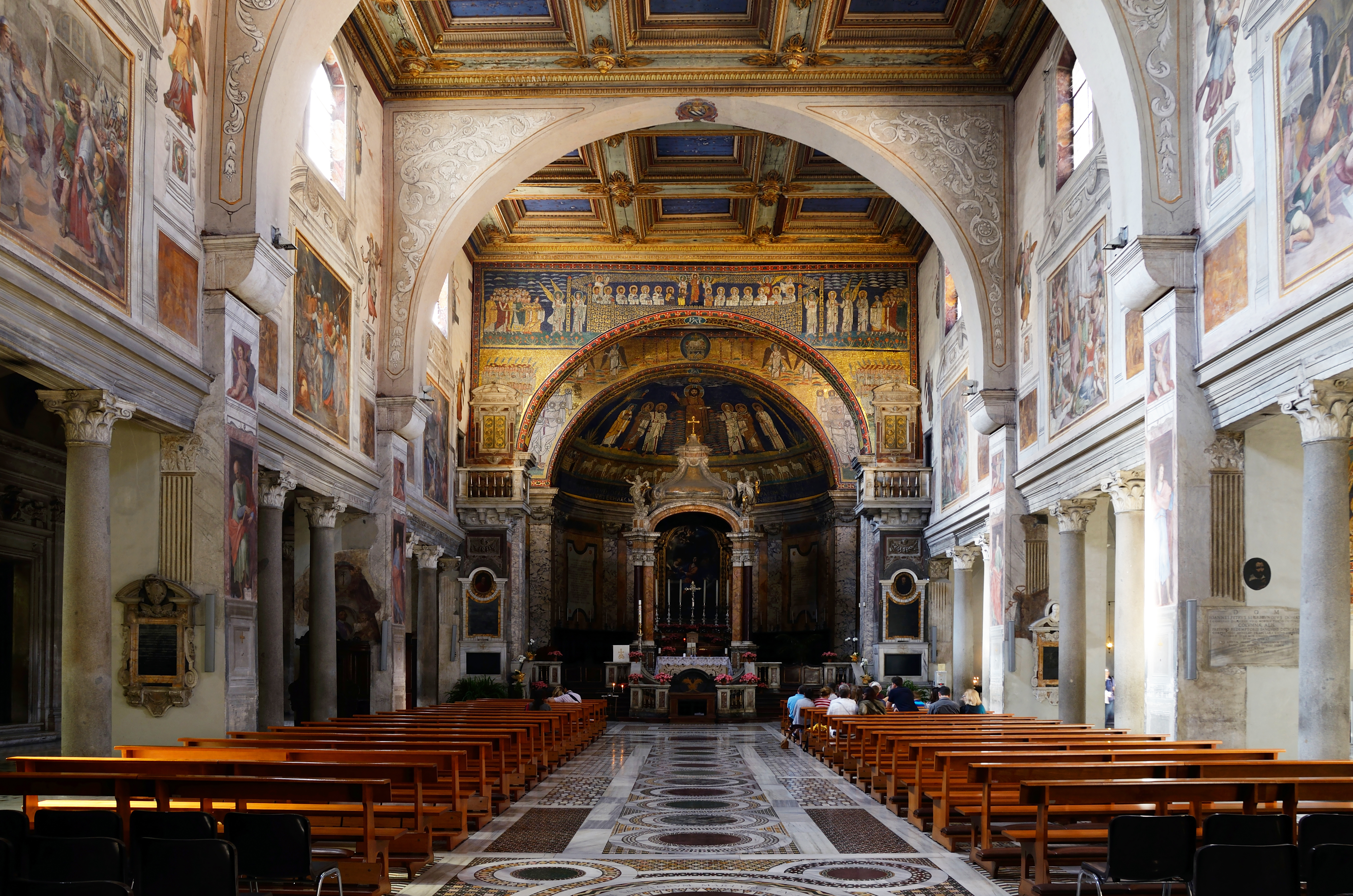
内部